# 六個山
六個山（ろっかやま）は、大阪府箕面市に位置する標高395.8mの山である。北摂山系に属する。なお、二等三角点名は「松尾山(まつおやま)」。
箕面山西部に位置する低山で、多くの登山道が整備されており、山頂付近の広場から大阪平野を眺望できる。南側斜面には市立の教学の森野外活動センターを有するほか、山の西側には石澄滝がある。なお、箕面市歌(昭和31年制定)の冒頭に登場する松尾山とは六個山のことである。

## 交通アクセス
- 阪急バス新稲東バス停から徒歩60分。